# Jesse L. Lasky
Jesse L. Lasky, all'anagrafe Jesse Louis Lasky, (San Francisco, 13 settembre 1880 – Beverly Hills, 13 gennaio 1958), è stato un produttore cinematografico statunitense.
È stato uno dei pionieri di Hollywood. Insieme a Adolph Zukor, fondò la casa di produzione Paramount Pictures.

## Biografia
Nipote di emigrati tedeschi, figlio di Sarah Platt e di Isaac Lasky, Jesse L. Lasky nacque a San Francisco nel 1880. Crebbe a San Jose, diplomandosi al liceo di Santa Clara.
Nel 1897, a 17 anni, trova il suo primo lavoro, diventando reporter per il San Francisco Post. Questa esperienza lavorativa non dura che un anno. Passa quindi alla musica e viene assunto al teatro cittadino come cornettista nell'orchestra. Nel 1900, suo padre muore e la famiglia trova 3000 dollari per finanziargli un viaggio in Alaska, dove è scoppiata la corsa all'oro. Il tentativo non ha una grande riuscita e Lasky si trova a riprendere la sua carriera di musicista a Honolulu.

### L'inizio della carriera cinematografica
Negli anni seguenti, lavora nel vaudeville insieme alla sorella Blanche con la quale forma un duo musicale. Insieme alla sorella compie alcune tournée negli Stati Uniti e una anche in Europa. È nell'ambiente teatrale che si creano i presupposti per la sua futura carriera cinematografica. Nel 1912, diviene agente artistico e produce l'operetta di Cecil B. DeMille California. Da qui, nasce la collaborazione artistica tra i due.

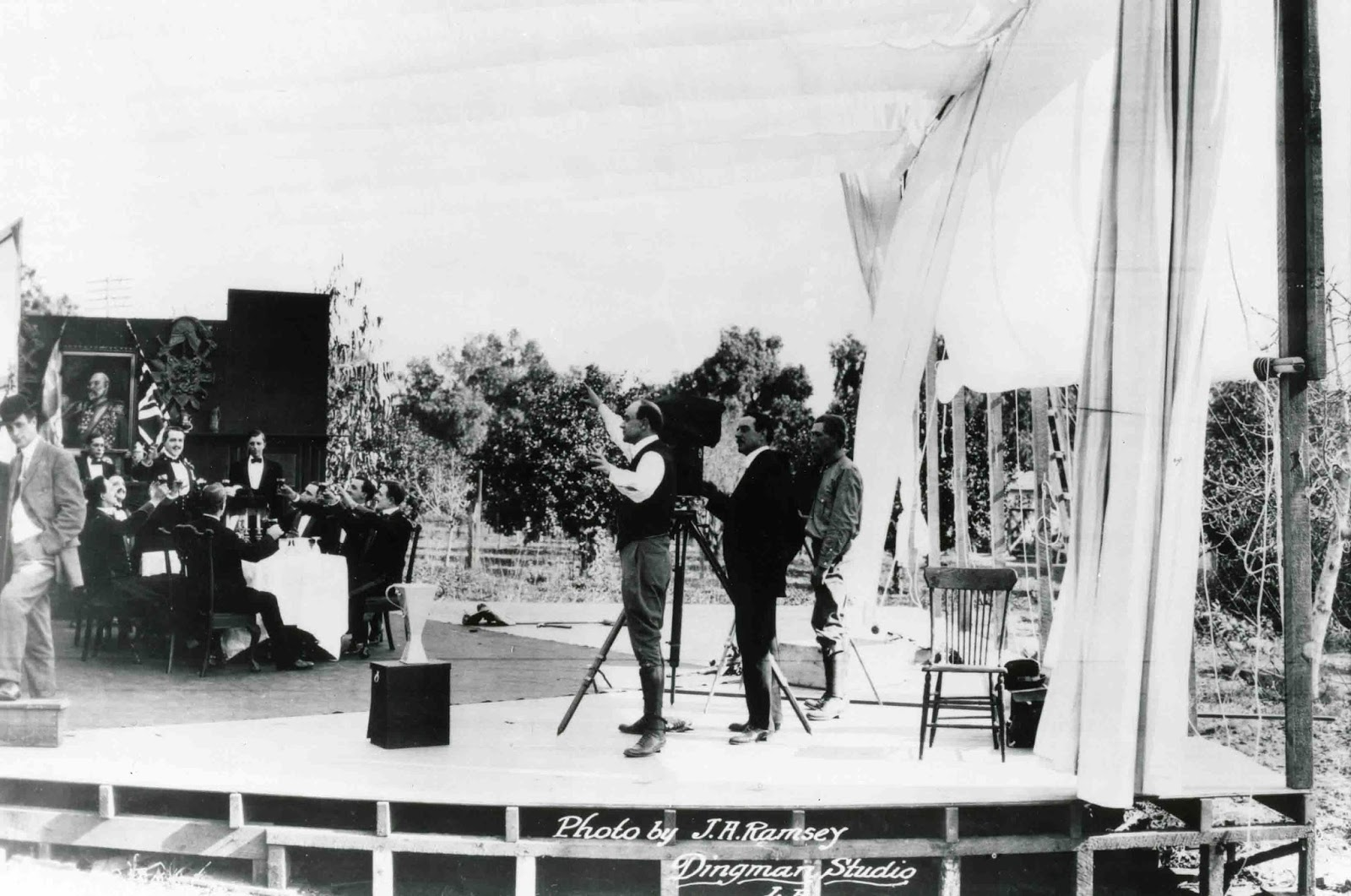
Sul set di The Squaw Man al Lasky-DeMille Barn

Sua sorella Blanche si era sposata nel 1910 con Samuel Goldwyn. Questi, nel 1913, riesce a convincere il cognato, DeMille e Oscar Apfel a unirsi a lui per formare la Jesse L. Lasky Feature Play Company: con mezzi limitati, il gruppo affitta un fienile nei pressi di Los Angeles e si getta nell'impresa di realizzare il loro primo film che sarà anche il primo lungometraggio girato a Hollywood. The Squaw Man, il cui soggetto è basato su un testo teatrale, è un western atipico, che racconta di un inglese costretto a lasciare il suo paese per ritrovarsi a vivere nelle grandi praterie del West, sposato a un'indiana che è interpretata da una vera nativa, l'attrice Red Wing. Con questo film, Cecil B. DeMille esordisce come regista cinematografico in coppia con Apfel, inaugurando una lunga e proficua carriera. Il fienile dove viene girato il film è conosciuto oggi come il Lasky-DeMille Barn e accoglie l'Hollywood Heritage Museum.

### Nascita di una grande azienda
Dal 1914, Lasky distribuisce i film della sua compagnia attraverso la Paramount Pictures Corporation, una compagnia di distribuzione creata da William Wadsworth Hodkinson. Anche la Famous Players Film Company, una casa di produzione fondata da Adolph Zukor, usa il canale distributivo della Paramount. Nel 1916, l'ambizioso Zukor, che vuole un ruolo di primo piano in quella che è la nascente industria hollywoodiana che si sta rivelando come uno dei più promettenti settori industriali degli Stati Uniti, convince Lasky e Hodkinson a pensare più in grande: le tre compagnie dovranno fondersi per poterne crearne una sola che prende il nome di Famous Players-Lasky Corporation. Hodkinson, battuto in sede direttiva, deve lasciare la società: il suo posto viene preso da Hiram Abrams, un membro del consiglio direttivo della Paramount. Zukor e Lasky adesso hanno il controllo non solo del settore produttivo, ma anche di quello distributivo che era appartenuto a Hodkinson.

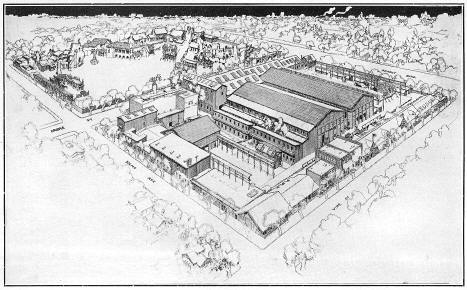
Il progetto degli studios della Famous Players-Lasky

La nuova società che è appena nata, per ampliarsi, ha bisogno anche di nuovi studi cinematografici: vengono trovati ad Astoria, nel quartiere del Queens, a New York.
Dal 1916 al 1932, Lasky - che è vicepresidente della compagnia, assume il compito di responsabile delle produzioni che vengono realizzate tra Hollywood e New York. Sotto di lui, la Famous Players-Lasky Corporation passa di successo in successo. Per assicurare la prosperità dello studio, mette a punto un metodo per cui i film prodotti dalla compagnia vengano proiettati in tutte le sale del circuito. I proprietari dei cinema, che desiderano un suo film, devono impegnarsi a proiettare per un anno anche le altre pellicole dello studio.
Lasky è considerato come uno dei più importanti produttori di Hollywood del cinema muto. Malgrado i suoi metodi di uomo d'affari senza pietà, Hollywood lo apprezza. Lasky incoraggia i cineasti a rendersi più indipendenti e non interferisce nelle loro scelte artistiche.
La casa di produzione ha un posto in cima alla gerarchia dell'industria cinematografica americana. Lasky controlla le più grandi stelle del cinema. Cosa che non gli impedisce di scoprire nuovi talenti,
È uno dei 36 fondatori dell'Academy of Motion Picture Arts and Sciences che nasce nel 1927, un'organizzazione per il miglioramento e la promozione mondiale del cinema. L'accademia, nel 1929, crea il Premio Oscar.
All'inizio degli anni trenta, lo studio conta una miriade di stelle che è formata da nomi quali quelli di Mary Pickford, Marlene Dietrich, Gary Cooper, Gloria Swanson, Roscoe "Fatty" Arbuckle, Mae West, Carole Lombard, Marx Brothers, W. C. Fields, Claudette Colbert e Maurice Chevalier.

### Fine di carriera
In seguito alla Grande depressione, l'industria del cinema è colpita dalla crisi finanziaria e la Famous Players-Lasky Corporation è messa sotto commissariamento giudiziario nel 1932. In seguito a ciò, la compagnia cambia nome, diventando la Paramount Pictures. Nel medesimo anno, Lasky è destituito dalle sue funzioni dal nuovo uomo forte della Paramount, Sam Katz. A partire da questo periodo, Lasky inizia una nuova carriera come produttore indipendente. Lavora per i grandi studi, per la 20th Century Fox, la Warner Bros. e la RKO Pictures.
Collabora anche con Mary Pickford: insieme, i due creano la Pickford-Lasky Company. Una società che si sfalda qualche anno dopo.
Dal 1938 al 1940, diventa produttore di una trasmissione radiofonica alla CBS, Gateway to Hollywood. Nel 1941, produce il suo più grande successo come produttore indipendente, Il sergente York, interpretato da Gary Cooper e diretto da Howard Hawks.
Alla fine della seconda guerra mondiale, rejoint la SIMPP. Crea, quindi, nel 1945 la Jessy L. Lasky Production che produce il suo ultimo film, Il grande Caruso nel 1951.
Torna alla Paramount a metà anni cinquanta, appoggiato dai vecchi soci, l'amico Cecil B. DeMille e il cognato Samuel Goldwyn, ma non vedrà realizzarsi i suoi ultimi progetti. Lasky muore nel 1958 per una crisi cardiaca a Beverly Hills. Viene sepolto all'Hollywood Forever Cemetery, adiacente agli studi della Paramount e a quelli della RKO. Nel 1957, aveva pubblicato la sua autobiografia, I Blow My Own Horn.

## Riconoscimenti
Per il suo contributo all'industria cinematografica, gli è stata assegnata una stella sulla Hollywood Walk of Fame al 6433 Hollywood Boulevard.
Beverly Hills gli ha dedicato una strada, la Lasky Drive.

## La famiglia
Figlio di Isaac Lasky e di Sarah Platt, ha una sorella, Blanche Lasky, moglie dal 1910 al 1915 di Samuel Goldwyn.
Si è sposato nel 1909 con Bessie Ginzberg, da cui ha avuto tre figli: Jesse L. Lasky Jr. (19 settembre 1910 - 11 aprile 1988), che diventerà sceneggiatore; William Raymond Lasky (24 marzo 1921 - 21 gennaio 1985) e Bessie Dorothy Lasky, nata l'11 ottobre 1922.